# Elías Martínez
Elías Martínez (Grand Bourg, provincia de Buenos Aires, Argentina; 20 de enero de 1994) es un futbolista argentino. Juega de defensor y actualmente está sin equipo.
Equipo de fútbol actual 
Club deportivo Denia (España)

## Biografía
Martínez se formó en River Plate y Tristán Suárez. Allí, en el Lechero, debutó el 23 de agosto de 2015 en la victoria por 0-1 a Platense.
Por no tener mucha continuidad en el club, se va libre a Güemes, equipo que descendía al Federal B 2016. En el Gaucho convirtió su primer gol, llegando a jugar por Copa Argentina frente a Boca Juniors.
Por sus buenos partidos en Santiago del Estero, llega libre a Argentino de Quilmes, de la Primera C. En su tercera temporada consiguió el campeonato de la temporada 2018-19, siendo una pieza clave del equipo.
En la temporada 2019-20, ya en la Primera B, jugó 16 partidos.

## Clubes
|                     | Club                 | País                | Año                 | PJ  | G |
| ------------------- | -------------------- | ------------------- | ------------------- | --- | - |
|                     | Tristán Suárez       | Argentina           | 2015 - 2016         | 10  | 0 |
|                     | Güemes               | Argentina           | 2016                | 19  | 1 |
|                     | Argentino de Quilmes | Argentina           | 2017 - 2021         | 97  | 0 |
| Total en su carrera | Total en su carrera  | Total en su carrera | Total en su carrera | 124 | 1 |